# Caloptilia geminata
Caloptilia geminata är en fjärilsart som beskrevs av Tosio Kumata 1966. Caloptilia geminata ingår i släktet Caloptilia och familjen styltmalar. Inga underarter finns listade i Catalogue of Life.